# 茨城県民の歌
「茨城県民の歌」（いばらきけんみんのうた）は日本の都道府県の一つ、茨城県が1963年（昭和38年）4月26日に制定した県民歌である。
作詞・川上宏昭、補作詞・茨城県民の歌審査委員会、作曲（原旋律）・町田旭、補作曲および編曲・平井康三郎。4分の4拍子。ト長調。

## 概要
「郷土の自然や、輝く歴史と伝統を讃え、躍進する茨城の理想」を歌ったものである。1962年（昭和37年）6月1日付の『茨城県報』で歌詞を、同年10月1日付の『茨城県報』で曲を一般公募した。作詞・447編、作曲101編の応募作から採用された歌詞と曲の補作を経て3月16日に茨城会館で発表会が行われ、4月26日付『茨城県報』で制定が告示された。
現在は主に茨城県芸術祭の開会式を始めとする県主催の式典・イベントで演奏されている。県の公式サイトでは「県民に広く愛され親しまれ、歌い続けられています」と紹介されているが、実態としては必ずしも県民に浸透しているとは言い難く、県庁職員や県内で長年教員を務めた人物でさえも存在を知らなかったという。

### 3番の歌詞
作詞当時の世相を反映し、3番の歌詞では当時県内への立地が進んでいた原子力と鹿島開発が含まれているが、歌詞の意味する東海原子力発電所で起きた事故や、2011年（平成23年）の福島第一原子力発電所事故以来「歌う気になれない」「時代に合わない3番は廃止するべき」と批判する声が出始めている。

## 応援への使用

### サッカー
Jリーグ・水戸ホーリーホックのサポーターは、鹿島アントラーズと対戦する「茨城ダービー」に際して、試合前に1番を歌うのが慣例となっている。ただし、鹿島アントラーズのサポーターが歌うことはない。

### バスケットボール
Bリーグ・茨城ロボッツのサポーターは、試合前や勝利の後に歌うのが慣例となっている。

## メディアでの放送
LuckyFM茨城放送では、2020年（令和2年）3月30日より、朝の放送開始時に2番まで放送している。歌唱は声楽家の石津憲一で、音源は1974年（昭和49年）の茨城国体に合わせて制作されたレコード「みんなで楽しくスポーツを」に収録されている。なお、1963年（昭和38年）4月1日の開局時にも、水戸市立第二中学校生徒の歌唱で放送された。当時の録音は現存しており、2013年（平成25年）4月6日の開局50周年記念特別番組「土曜王国～サタデイキングダム～スペシャル 開局記念特別番組＜ありがとう50年＞」でも放送された。